# Ligne de tramway 4 (STIC)
La ligne 4 est une ancienne ligne de tramway du tramway de Charleroi qui reliait Charleroi à Châtelineau jusqu'en 1969.

## Histoire
La ligne est supprimée le 31 mai 1969 et probablement remplacée dès cette date par une ligne d'autobus sous le même indice.